# Piippakari
Piippakari är en ö i Finland. Den ligger i Skärgårdshavet och i kommunen Nådendal i den ekonomiska regionen  Åbo ekonomiska region i landskapet Egentliga Finland, i den sydvästra delen av landet. Ön ligger omkring 23 kilometer sydväst om Åbo och omkring 170 kilometer väster om Helsingfors.
Öns area är 1,9 hektar och dess största längd är 250 meter i öst-västlig riktning. Ön höjer sig omkring 25 meter över havsytan.